# 3-アミノイソ酪酸
3-アミノイソ酪酸(3-Aminoisobutyric acidまたはβ-aminoisobutyric acid, BAIBA)は、チミンの異化によって形成される化合物である。
運動中のPGC-1αタンパク質の増加が、運動している筋肉から血液へのBAIBAの分泌の引き金となる（ヒト血清中濃度は2–3 μM）。BAIBAが白色脂肪組織に達すると、PPARα受容体を通して熱発生遺伝子の発現を活性化させ、白色脂肪組織を褐色化させる。BAIBAの活性によってもたらされる結果の1つは、BAIBAの標的細胞の基礎代謝の増加である。
近年になって、脂肪の燃焼、インスリンやトリグリセリド、総コレステロールの調節等、細胞代謝に役割を持っていることが推測されている。